# 兴寿镇
兴寿镇是中国北京市昌平区下辖的一个镇，位于县境东部，距县城15公里，京密引水渠过境。秦城监狱位于此地秦城村。

## 历史沿革
1958年建兴寿公社，1983年置兴寿乡。

## 行政区划
兴寿镇下辖以下村级单位：
兴寿村、肖村、香屯村、沙坨村、东庄村、辛庄村、桃林村、秦城村、象房村、东新城村、东营村、西营村、麦庄村、西新城村、下苑村、秦家屯村、上苑村、桃峪口村、暴峪泉村、半壁店村和上西市村

## 经济
兴寿镇是一个农业大镇，以种植草莓出名。其垃圾分类模式“兴寿模式”也是该镇的一张名片。